# Seleção de Futsal dos Estados Unidos
A Seleção Estadunidense de Futsal representa os Estados Unidos em competições internacionais de futsal.

## Títulos
- Campeonato de Futsal da CONCACAF (2): 1996 e 2004

1. ↑  Giufrida, Bruno (6 de outubro de 2023). «Brasileiro vira técnico da seleção de futsal dos EUA e vê país no caminho para se tornar potência». Globo Esporte. Consultado em 7 de outubro de 2023